# فواز تركستاني
فواز تركستاني (بالإنجليزية: Fawaz Turkestani )‏؛ مواليد 13 فبراير 1994 في ، السعودية، هو لاعب كرة قدم سعودي لعب سابقاً لنادي القادسية و نادي وج .